# ماكيرادون (زاكينثوس)
ماكيرادون (Μαχαιράδον) هي مدينة في زاكينثوس في مقاطعة كينتريكي إلادا في اليونان.